# آمبوهیمانارینا مارووازاها
آمبوهیمانارینا مارووازاها (به لاتین: Ambohimanarina Marovazaha) یک منطقهٔ مسکونی در ماداگاسکار است که در آنالامانگا واقع شده‌است. آمبوهیمانارینا مارووازاها ۷٬۵۳۷ نفر جمعیت دارد و ۱٬۱۰۶ متر بالاتر از سطح دریا واقع شده‌است.